# Boston Celtics 1986-1987
La stagione 1986-87 dei Boston Celtics fu la 41ª nella NBA per la franchigia.
I Boston Celtics vinsero la Atlantic Division della Eastern Conference con un record di 59-23. Nei play-off vinsero il primo turno con i Chicago Bulls (3-0), la semifinale di conference con i Milwaukee Bucks (4-3), la finale di conference con i Detroit Pistons (4-3), perdendo poi la finale NBA con i Los Angeles Lakers (4-2).

## Classifica
| Squadra            | V  | P  | %    | GB |
| ------------------ | -- | -- | ---- | -- |
| Boston Celtics     | 59 | 23 | 72,0 | -  |
| Philadelphia 76ers | 45 | 37 | 54,9 | 14 |
| Washington Bullets | 42 | 40 | 51,2 | 17 |
| N.J. Nets          | 24 | 58 | 29,3 | 35 |
| N.Y. Knicks        | 24 | 58 | 29,3 | 35 |

## Roster
| \| Pos. \| Num. \| Naz. \| Nome \| Altezza \| Peso \| Data nascita \| Provenienza \| \| ---- \| ---- \| ---- \| --------------- \| ------- \| ------ \| ------------ \| ------------------------------ \| \| G/AP \| 44 \| \| Ainge, Danny \| 193 cm \| 79 kg \| 17-03-1959 \| Brigham Young \| \| A \| 33 \| \| Bird, Larry (C) \| 206 cm \| 100 kg \| 07-12-1956 \| Indiana State \| \| G \| 34 \| \| Carlisle, Rick \| 196 cm \| 95 kg \| 27-10-1959 \| Virginia \| \| G/AP \| 20 \| \| Daye, Darren \| 203 cm \| 100 kg \| 30-11-1960 \| UCLA \| \| G \| 43 \| \| Henry, Conner \| 201 cm \| 88 kg \| 21-07-1963 \| UC Santa Barbara \| \| G \| 3 \| \| Johnson, Dennis \| 193 cm \| 84 kg \| 18-09-1954 \| Pepperdine \| \| C \| 50 \| \| Kite, Greg \| 211 cm \| 113 kg \| 05-08-1961 \| Brigham Young \| \| A/C \| 32 \| \| McHale, Kevin \| 208 cm \| 95 kg \| 19-12-1957 \| Minnesota \| \| C \| 0 \| \| Parish, Robert \| 213 cm \| 104 kg \| 30-08-1953 \| Centenary College of Louisiana \| \| A/C \| 31 \| \| Roberts, Fred \| 208 cm \| 99 kg \| 10-08-1960 \| Brigham Young \| \| G \| 12 \| \| Sichting, Jerry \| 185 cm \| 76 kg \| 29-11-1956 \| Purdue \| \| G \| 11 \| \| Vincent, Sam \| 188 cm \| 84 kg \| 18-05-1963 \| Michigan State \| \| C \| 5 \| \| Walton, Bill \| 211 cm \| 107 kg \| 05-11-1952 \| UCLA \| \| G/AP \| 8 \| \| Wedman, Scott \| 201 cm \| 98 kg \| 29-07-1952 \| Colorado \| | Allenatore - K.C. Jones Assistente/i - Jimmy Rodgers - Chris Ford Legenda - (C) Capitano - (FA) Free agent - (S) Sospeso - (TW) Contratto Two-way - (GL) Assegnato a squadra G League affiliata - Infortunato Roster • Transazioni · Ultima transazione: 22 giugno 1987 |                        |                 |         |        |              |                                |
| Pos. | Num. | Naz.                   | Nome            | Altezza | Peso   | Data nascita | Provenienza                    |
| G/AP | 44 | Stati Uniti (bandiera) | Ainge, Danny    | 193 cm  | 79 kg  | 17-03-1959   | Brigham Young                  |
| A | 33 | Stati Uniti (bandiera) | Bird, Larry (C) | 206 cm  | 100 kg | 07-12-1956   | Indiana State                  |
| G | 34 | Stati Uniti (bandiera) | Carlisle, Rick  | 196 cm  | 95 kg  | 27-10-1959   | Virginia                       |
| G/AP | 20 | Stati Uniti (bandiera) | Daye, Darren    | 203 cm  | 100 kg | 30-11-1960   | UCLA                           |
| G | 43 | Stati Uniti (bandiera) | Henry, Conner   | 201 cm  | 88 kg  | 21-07-1963   | UC Santa Barbara               |
| G | 3 | Stati Uniti (bandiera) | Johnson, Dennis | 193 cm  | 84 kg  | 18-09-1954   | Pepperdine                     |
| C | 50 | Stati Uniti (bandiera) | Kite, Greg      | 211 cm  | 113 kg | 05-08-1961   | Brigham Young                  |
| A/C | 32 | Stati Uniti (bandiera) | McHale, Kevin   | 208 cm  | 95 kg  | 19-12-1957   | Minnesota                      |
| C | 0 | Stati Uniti (bandiera) | Parish, Robert  | 213 cm  | 104 kg | 30-08-1953   | Centenary College of Louisiana |
| A/C | 31 | Stati Uniti (bandiera) | Roberts, Fred   | 208 cm  | 99 kg  | 10-08-1960   | Brigham Young                  |
| G | 12 | Stati Uniti (bandiera) | Sichting, Jerry | 185 cm  | 76 kg  | 29-11-1956   | Purdue                         |
| G | 11 | Stati Uniti (bandiera) | Vincent, Sam    | 188 cm  | 84 kg  | 18-05-1963   | Michigan State                 |
| C | 5 | Stati Uniti (bandiera) | Walton, Bill    | 211 cm  | 107 kg | 05-11-1952   | UCLA                           |
| G/AP | 8 | Stati Uniti (bandiera) | Wedman, Scott   | 201 cm  | 98 kg  | 29-07-1952   | Colorado                       |

## Staff tecnico
- Allenatore: K.C. Jones
- Vice-allenatori: Jimmy Rodgers, Chris Ford, Ed Badger
- Preparatore atletico: Ray Melchiorre